# Calares de Sierra de Los Filabres
Calares de Sierra de Los Filabres este o arie protejată (arie specială de conservare — SAC, sit de importanță comunitară — SCI) din Spania întinsă pe o suprafață de 6.615,83 ha, integral pe uscat.

## Localizare
Centrul sitului Calares de Sierra de Los Filabres este situat la coordonatele 37°16′52″N 2°28′21″W / 37.281°N 2.4725°V.

## Înființare
Situl Calares de Sierra de Los Filabres a fost declarat sit de importanță comunitară în aprilie 1999 pentru a proteja 13 specii de animale. Situl a fost protejat și ca arie specială de conservare în ianuarie 2015.

## Biodiversitate
Situată în ecoregiunea mediteraneană, aria protejată conține 16 habitate naturale: Galerii și tufărișuri riverane sudice (Nerio-Tamaricetea și Securinegion tinctoriae), Pante stâncoase calcaroase cu vegetație casmofită, Dehesas cu Quercus spp. perene, Pajiști oro-iberice cu Festuca indigesta, Pajiști umede mediteraneene cu ierburi înalte de Molinio-Holoschoenion, Tufărișuri termo-mediteraneene și de pre-deșert, Pajiști alpine și subalpine calcaroase, Pseudostepă cu ierburi și specii anuale de Thero-Brachypodietea, Lande oro-mediteraneene cu formațiuni endemice de grozamă, Pajiști uscate europene, Galerii de Salix alba și de Populus alba, Pante stâncoase silicioase cu vegetație casmofită, Păduri de pin (sub-) mediteraneene cu pini negri endemici, Liziere de ierburi înalte hidrofile de câmpie și de nivel montan până la alpin, Păduri de Quercus ilex și Quercus rotundifolia, Formațiuni stabile xerotermofile de Buxus sempervirens pe pante stâncoase (Berberidion p.p.).
La baza desemnării sitului se află mai multe specii protejate:
- păsări (7): acvilă de munte (Aquila chrysaetos), Aquila fasciata, buha (Bubo bubo), caprimulg (Caprimulgus europaeus), șerpar (Circaetus gallicus), șoim călător (Falco peregrinus), acvilă pitică (Hieraaetus pennatus)
- amfibieni (1): Discoglossus galganoi
- mamifere (5): liliac cu urechi de șoarece (Myotis blythii), liliac comun (Myotis myotis), liliacul mediteranean cu potcoavă (Rhinolophus euryale), liliacul mare cu potcoavă (Rhinolophus ferrumequinum), liliacul mic cu potcoavă (Rhinolophus hipposideros)

Pe lângă speciile protejate, pe teritoriul sitului au mai fost identificate 17 specii de plante, 1 specie de amfibieni, 3 specii de mamifere, 1 specie de nevertebrate.